# هاريسون موراليس
هاريسون موراليس (بالإسبانية: Harrison Morales)‏ هو لاعب كرة قدم كولومبي، ولد في 20 يونيو 1986 في كالي في كولومبيا. لعب مع ديبورتيس كوينديو.

## وصلات خارجية
- هاريسون موراليس على موقع الاتحاد الدولي (مؤرشف)  (الإنجليزية)